# Песси и Иллюзия (фильм, 1954)
Песси и Иллюзия (фин. Pessi ja Illusia) — фильм-балет финского режиссёра Яака Витикки по одноимённой балетной постановке.
Сценарий был написан Яаком Витиккой на основе текста сказки «Песси и Иллюзия» финского писателя Юрьё Кокко. Музыку к фильму написал Ахти Соннинен, а хореографию выполнила балетмейстер Ирья Коскинен.

## В ролях
| Актёр            | Роль                                                  |
| ---------------- | ----------------------------------------------------- |
| Дорис Лайне      | Иллюзия                                               |
| Хейкки Вяртси    | Песси                                                 |
| Май-Лис Раяла    | паук-кругопряд                                        |
| Уно Онкинен      | рыцарь дороги                                         |
| Лийса Такселл    | бабочка-лимонница / ночная бабочка                    |
| Марита Стольберг | лимонница / траурница / северное сияние / снежинка    |
| Ирма Виенола     | калужница болотная / северное сияние / снежинка       |
| Сеийя Иломяки    | печёночница / мать-мышь                               |
| Ритва Вянттинен  | мать-и-мачеха / северное сияние / снежинка            |
| Сейя Силфверберг | ветреница / бабушка-мышь / северное сияние / снежинка |
| Людвиг Нюхольм   | отец-мышь / лягушка                                   |
| Сеийя Синонен    | мышь-невеста / северное сияние                        |
| Хелмер Салми     | мышь-жених / сын мороза                               |
| Инто Лятти       | раковина                                              |
| Лео Ахонен       | горностай / рыцарь дороги (юный)                      |